# Takabva Mawaya
Takabva Mawaya (Kwekwe, 2 de fevereiro de 1993), é um futebolista zimbabuano que atua como goleiro. Atualmente, joga pelo Ngezi Platinum e a Seleção Zimbabuense de Futebol.

## Ligações Externas
- Takabva Mawaya em National-Football-Teams.com